# Tokudaiji Sanetoki
Tokudaiji Sanetoki (徳大寺公孝, [[[1338]] - 1404] Erro: {{japonês}}: texto da transliteração contém caractere não latino (pos 19) (ajuda)), também conhecido como Fujiwara no Sanetoki , foi um nobre do Período Nanboku-chō e do Período Muromachi da história do Japão, foi líder do Ramo Tokudaiji do Clã Fujiwara. 

## Vida
Sanetoki era filho de Kimikiyo
Em 1356 foi nomeado pela Corte Imperial do Norte como Sangi.
Ainda pela Corte do Norte em 1382 foi promovido a Naidaijin até 1388 quando foi promovido a Sadaijin até 1392 quando foi nomeado o primeiro Daijō Daijin  do Período Muromachi após a reunificação das casas imperiais.
Em 1395 tornou-se monge budista com o nome de Tsunemi falecendo em 1404.